# Pseudodistoma valeriae
Pseudodistoma valeriae is een zakpijpensoort uit de familie van de Pseudodistomidae. De wetenschappelijke naam van de soort is voor het eerst geldig gepubliceerd in 2009 door Brunetti.